# Historia del fútbol americano en México
El fútbol americano en México, ha sido practicado desde los orígenes de dicho deporte, a fines del siglo XIX, pero de una manera más organizada a partir de la tercera década del siglo XX, especialmente en las principales universidades de ese país. Existen diferentes ligas de fútbol americano: a nivel estudiantil se encuentra la Liga Mayor de la Organización Nacional Estudiantil de Fútbol Americano (ONEFA) creada en 1978, así como la Conferencia Premier de la Comisión Nacional Deportiva Estudiantil de Instituciones Privadas, A. C. (CONADEIP) creada en 2010; y a nivel profesional están la Liga de Fútbol Americano Profesional (LFA), creada en el año 2016, y la Liga de Fútbol Americano de México (FAM), creada en 2018. Asimismo, existe un gran número de equipos infantiles en localidades como el Estado de México, Coahuila, Nuevo León y Puebla, donde se vive este deporte de manera muy especial.

## Orígenes (1896-1929)
Los periódicos de la época en la Ciudad de México y el libro de Lou Maysel "Here come the Texas Longhorns 1893-1970" refieren el año 1896 como el año cuando se jugaron tres juegos de exhibición en territorio mexicano. El primero, en el estadio del Campo Militar en Monterrey el 25 de diciembre. El segundo, en el Hipódromo de Indianilla en la Cd. de México el 31 de diciembre y el tercero en Nuevo Laredo. Los equipos rentaron dos carros de ferrocarril con restaurante y en total fueron alrededor de 100 viajeros entre jugadores, entrenadores y padres; según lo manifiesta el libro.
Otra fuente anónima dice: Jóvenes mexicanos que se hicieron afectos al fútbol americano al visitar los Estados Unidos al regresar a México pusieron en práctica este deporte. Se tiene noticia de que el primer partido jugado en México fue celebrado en 1896 entre algunos de estos jóvenes, entre ellos Raúl Dehesa, y los marinos de un barco estadounidense fondeado en el puerto de Veracruz, el cual contaba con el equipo deportivo para celebrarlo. El partido se celebró en las Lomas de Xalapa, aunque se desconoce el número de jugadores que participaron, así como el marcador. Posteriormente el hecho se fue replicando por el país entre jóvenes con recursos económicos para viajar a Estados Unidos y poder adquirir el equipo. Se conoce también que en 1898 se realizó otro partido en la Perla Tapatía.
Terminada la Revolución Mexicana, en la década de 1920, el fenómeno se trasladó a algunos centros educativos. De esta manera se comienza a jugar de manera informal el fútbol americano en la Universidad Nacional de México y en el Club Deportivo Internacional.
En 1928 se conforma en la Universidad, especialmente en la Escuela de Medicina, un equipo conformado por los hermanos Alejandro y Leopoldo Noriega, Gilberto “Coqueta” Pineda, Manuel “Vieja” Estañol y Marcelo Andriani, entre otros, el cual celebraba partidos en llanos y terrenos baldíos de la capital con otros equipos que surgían en la Ciudad de México. Al año siguiente, en 1929, el equipo de la Universidad se enfrenta al Colegio del Mississipi, en el parque Venustiano Carranza, con asistencia del presidente de la República, Emilio Portes Gil, celebrándose de esta manera el primer encuentro internacional.

## Primera Fuerza (1930-1932)
En ese mismo año, 1929, ante la creciente popularidad, Jorge Braniff convoca al primer campeonato formal de fútbol americano de Primera Fuerza del país, celebrado durante 1930, con la participación del Club Atlético Mexicano, el Club Deportivo Internacional y el Club Deportivo Venustiano Carranza. En este primer campeonato resultó triunfador el equipo del Centro Atlético Mexicano, dirigido por el coach Gonzálo “Chalo” Cordero, al derrotar 26 a 0 al Club Deportivo Venustiano Carranza. Primer lugar que refrendaría también en 1931 y 1932.
El equipo de la Universidad participa por primera vez en el torneo hasta 1931 con el apoyo formal de la institución y logra el campeonato en forma consecutiva 12 veces: de 1933 a 1935 en que continúo llamados el torneo de Primera Fuerza y de 1936 a 1944 cuando el torneo pasó a denominarse Liga Mayor.
Es en este período en que surgen también la Segunda Fuerza y Tercera Fuerza con jugadores más jóvenes, que constituirán posteriormente a las actuales cateogorías intermedia y juvenil.

## Liga Mayor (1933-1968)
En los inicios de la Liga Mayor, los antiguos jugadores del Club Atlético Mexicano y de otros equipos, conforman una selección que realiza una gira por los Estados Unidos durante 1935, que a su regreso a México, conforman en 1936 el equipo del Instituto Politécnico Nacional que en su debut derrotan al equipo de la Universidad con marcador 6-0. La rivalidad entre estos dos equipos se convertirá con el tiempo en el clásico del emparrillado mexicano.
El equipo Universidad a partir de 1942 comenzó a denominarse como el equipo de los Pumas y el equipo del Politécnico como el de los Burros Blancos que ganarán por primera vez el campeonato en 1945. Desde ese año hasta 1957 estos dos equipos acapararían los campeonatos, alternándose entre sí. Salvo el campeonato de 1949 que lo ganaría el equipo de los Aztecas del Mexico City College (actualmente Universidad de las Américas Puebla UDLAP).
En la Ciudad de México se construye el estado de la Estadio Olímpico de la Ciudad de los Deportes, inaugurado el  6 de febrero de 1946 con un encuentro de fútbol americano entre los Pumas y Los Aguiluchos del Heroico Colegio Militar. Este estadio se convierte en sede de los encuentros más importantes del fútbol americano, siendo el primer deporte mexicano no profesional que llena estadios. A esta época se le conoce como la Época Dorada en que surgen leyendas del coacheo como Salvador ''Sapo'' Mediola y Roberto "Tapatío" Méndez.
En 1945 el impulso del fútbol americano llega a Monterrey conformándose los equipos de los Tigres de la Universidad Autónoma de Nuevo León y el de Borregos Salvajes del Instituto Tecnológico de Estudios Superiores de Monterrey (ITESM), cuya rivalidad forjará el clásico regio del fútbol americano de México.

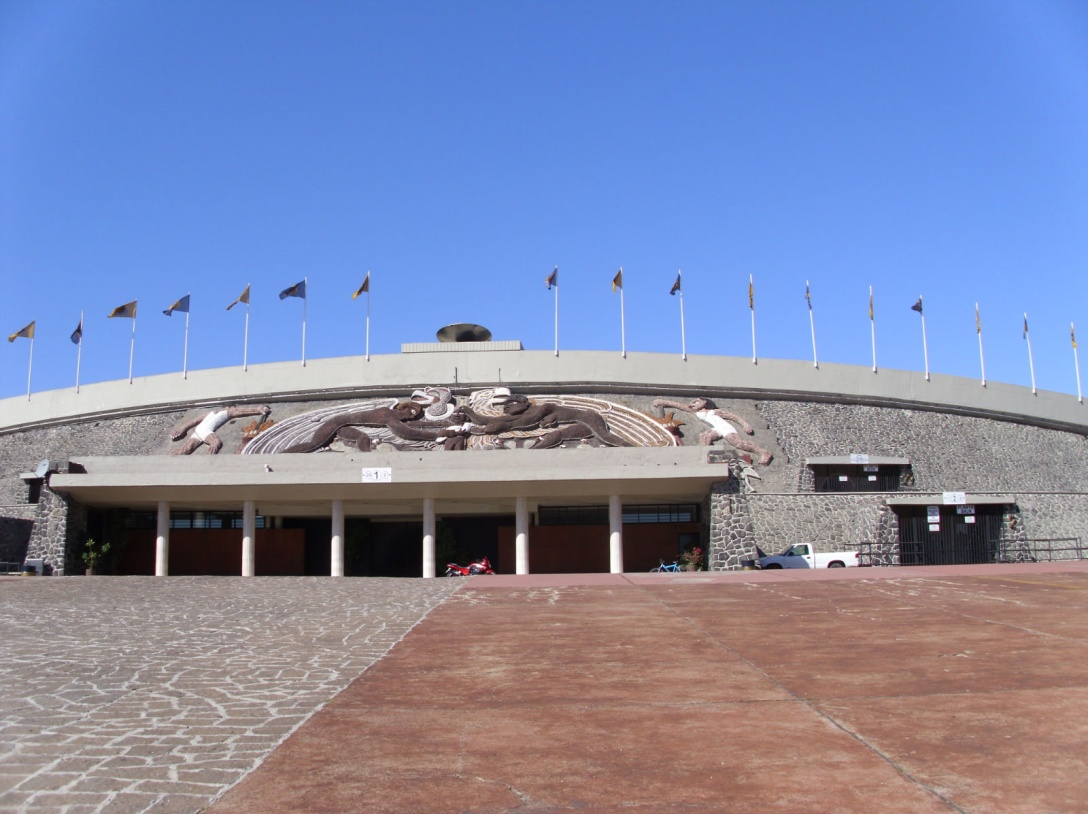
Estadio CU.

La popularidad del fútbol americano llega a la cinematografía y el 20 de noviembre de 1952 se inaugura el estadio olímpico de Ciudad Universitaria de la Universidad Nacional Autónoma de México con el clásico Poli - UNAM con marcador 19-20 a favor de los anfitriones, instaurando un récord de asistencia para este estadio de 90.000 asistentes. En este tiempo el Politécnico cuenta con el entrenador padre Lambert.
En 1958 el equipo de los Burros Blancos es dividido en dos, el Poli Blanco y el Poli Guinda, por lo que desde entonces el clásico Politécnico contra la Universidad se convirtió en un juego de selecciones universitarias. Y el campeonato de Liga Mayor continúo siendo dominado por el equipo de los Pumas y los del Politécnico hasta 1967. En el Politécnico surgen los entrenadores Manuel Rodero y Jacinto Licea.
El movimiento estudiantil de 1968 trajo consigo la ocupación por parte del ejército de las instalaciones de educación media y superior de la Ciudad de México, principalmente de la Universidad y del Politécnico, por lo que se canceló el torneo de ese año. Este hecho marcó gravemente a la juventud estudiantil de México.
El fútbol americano contó hasta entonces con gran simpatía y difusión en México: las madrinas de los partidos eran las estrellas nacionales del cine y de la televisión. Los partidos tenían gran cobertura en radio y televisión. Un deporte de masas, principalmente de jóvenes. Sin embargo, tras el movimiento estudiantil de 1968 el gobierno mexicano decidió que se le retirara el apoyo a este deporte, así como a otras manifestaciones culturales juveniles, como al Rock & Roll. Esto dio fin a la Liga Mayor.

## Liga Nacional Colegial (1969-1976)
En 1969 se reestructuró el fútbol americano colegial y se creó la Liga Nacional Colegial que duraría hasta 1977, en la cual se presentaron nuevos equipos del Politécnico y de la a Universidad en 1970. De entre estos equipos destacan las Águilas Blancas del Politécnico y los Cóndores de la Universidad, que rescatan la tradición de los equipos del clásico. 
El 2 de diciembre de 1972 se jugó la edición XLII del clásico Poli - UNAM en el Estadio Azteca, el cual tuvo un marcador de 20-3 a favor de los Politécnicos. A este partido asistieron alrededor de 120,000 personas, lo que lo convierte en el partido de mayor asistencia en toda la historia del fútbol americano del mundo, aún incluso a la asistencia obtenida en las finales de las Copas del Mundo de la FIFA realizadas en este mismo estadio en 1970 y 1986.
Sin embargo, la oposición gubernamental al fútbol americano promueve que surgan jóvenes golpeadores, llamados comúnmente como "porros", para desprestigiar este deporte. En el corto tiempo los estadios dejaron de llenarse y la popularidad del deporte disminuyó drásticamente. También afectó lo anterior el que la televisión nacional promoviera masivamente el fútbol soccer profesional del país, así como la aparición del Super Tazón del fútbol americano profesional de la NFL de los Estados Unidos. 
También durante este período es cuando los Borregos Salvajes ganan por primera vez el campeonato nacional en cuatro ocasiones, así como los Auténticos Tigres en dos.
A finales de la década se crea la liga AMFA, la cual se conformó por jugadores egresados de las filas del fútbol colegial , aunque desapareció al poco tiempo.

## ONEFA (1977-2007)
En 1978 se funda la  Organización Nacional Estudiantil de Fútbol Americano (ONEFA) que crea la Conferencia Metropolitana de la categoría de Liga Mayor (1978-1986), heredera de los anteriores campeonatos y que con el tiempo cambió de nombre a Conferencia Mayor (1987-1996), a Conferencia de los Diez Grandes (1997-2004) y a Conferencia de los Doce Grandes (2005-2008), las cuales serán dominados por los Cóndores de la UNAM y las Águilas Blancas del Politécnico en la década de los 80's, posteriormente fue ampliamente dominada durante la década de los 90's y la 1era década del nuevo siglo por la Universidad de las Américas Puebla (UDLAP) y por 2 campus del ITESM: Campus Monterrey y Campus Estado de México. En estas décadas se comienza a forjar el clásico de las Universidades Privadas de México: Los Aztecas de la UDLAP versus los Borregos del campus Tec de Monterrey.
Además de la Conferencia Mayor, la ONEFA creó la Conferencia Nacional en 1981 como una conferencia a la par de la Metropolitana. Sin embargo, a partir de 1988 se convirtió en la conferencia de ascenso para la Mayor.
Durante la década de 1980 se multiplicaron los clubes de fútbol infantil y juvenil por todo el territorio mexicano, lo que provocó el surgimiento de nuevos equipos de categoría intermedia y de liga mayor con semilleros diferentes a los tradicionales. Al final de la década se conforma la liga CONAFADEM que infructuosamente trato de rivalizar con la ONEFA.
En la década de 1990 la mayoría de los tradicionales equipos de la Conferencia Mayor descienden a la Conferencia Nacional, susituyéndose por el sistema de ascenso por otros más competitivos que paulatinamente comenzarán a dominar la máxima competición de fútbol americano en México, principalmente con las instituciones privadas.
En 1997 se funda la Federación Mexicana de Fútbol Americano, A.C. (FMFA), con el fin de aglutinar a la mayoría de los organismos que impulsan el fútbol americano en México y  administrar a la Selección de fútbol americano de México. La FMFA está registrada ante la Federación Internacional de Fútbol Americano (International Federation of American Football, IFAF), y a la  Federación Panamericana de Fútbol Americano (PAFAF). 
Igualmente en 1997 se abre la puerta para jugadores de la ONEFA en participar en la liga profesional NFL-Europa, filial de la NFL, siendo el primero Marco Martos, jugador de los Aztecas UDLA, al ingresar a jugar con los Dragones de Barcelona.
En 1999 se celebra la primera Copa Mundial de Fútbol Americano, llevada a cabo en Italia. En ella participa la selección nacional conquistando el segundo puesto. Resultado que volvería a tener en Alemania en la segunda copa realizada en 2003.
El 2 de octubre de 2005, la Ciudad de México se convirtió en la primera en ser sede de un partido de temporada regular de la NFL fuera de los Estados Unidos, partido jugado en el Estadio Azteca. Los 103.467 espectadores que asistieron a este partido es la cifra más alta en toda la historia de la NFL para un juego de temporada regular. En este mismo año, Rolando Cantú se convirtió en el primer mexicano egresado de algún equipo de la ONEFA, del Tec de Monterrey, en jugar profesionalmente en la NFL, con los Cardenales de Arizona.

## El divorcio ONEFA-CONADEIP (2008-2015)
La supremacía alcanzada por las instituciones de educación superior privadas desde mediados de la década de 1990, produjo que en 2008 la Universidad y el Politécnico se escindieran de la Conferencia de los Doce Grandes y formaron la Conferencia del Centro junto con otras instituciones públicas. Los argumentos fueron una supuesta búsqueda de equidad competitiva, disminución de número de becas por equipo, edad límite de los jugadores y cambio en la reglamentación de try-outs; todo con la finalidad de mantener el espíritu de competencia justa. 
La crisis al interior de la ONEFA no se pudo resolver y en 2009 el Instituto Tecnológico de Estudios Superiores de Monterrey, junto con otras instituciones, deciden dejar la ONEFA para crear su propio circuito llamado LINAFAC; pero finalmente el Tec de Monterrey se quedó solo y sin poder jugar en esta temporada. Para amortiguar los efectos, crean el un circuito interno, llamado Torneo Borregos 2009. Por su parte, la ONEFA restructuró sus conferencias en tres: "Centro", "Norte" y "Sur"; proyecto que duraría solo tres temporadas, cada una con su respectivo campeón. A partir de 2012 se restablecerían dos conferencias, la de los 8 Grandes y la Nacional.
Mientras tanto, el Tec de Monterrey en 2010 junto con la Comisión Nacional Deportiva Estudiantil de Instituciones Privadas, A.C. (CONADEIP) crean una división de fútbol americano, la Conferencia Premier CONADEIP a la cual invitan a integrarse a su acérrimo rival los Aztecas de la Universidad de las Américas de Puebla (UDLAP) y a la Universidad Regiomontana de Monterrey, también dejando la ONEFA. Posteriormente sumaría nuevos equipos reforzando la nueva liga. 
En 2011 la selección nacional participa en la cuarta Copa Mundial de Fútbol Americano en Austria obteniendo el cuarto lugar. Por su parte, la CONADEIP organizó una selección de entre sus equipos para participar en el Tazón Kilimanjaro, primer tazón celebrado en África de este deporte.

## Cambios y ajustes desde 2016

### Fútbol profesional: la LFA
En un nuevo esfuerzo por crear el fútbol americano en México a nivel profesional, en 2015 se organiza la Liga de Fútbol Americano Profesional (LFA) en el país  la cual fue integrada por 4 equipos iniciales (Raptors, Eagles, Condors y Mayas). Su primera temporada regular fue en 2016 con todos sus partidos en la Ciudad Deportiva de La Magdalena Mixiuhca en la Ciudad de México, siendo su primer partido el 21 de febrero y el juego por el campeonato el 10 de abril, quedando como campeón el equipo Mayas y como subcampeón el de Raptors.
Para la temporada de 2017, se adicionaron dos equipos más: los Dinos de Saltillo (recordando al antiguo equipo de los Dinosaurios de Saltillo de los años 90) y los Fundidores de Monterrey; y para la temporada 2018 el equipo de los Eagles desapareció al darle su lugar al equipo de los Mexicas.
En 2018 la LFA firmó un convenio con la liga profesional de fútbol canadiense (el cual es similar en muchos aspectos al fútbol americano), la Canadian Football League (CFL), con el fin de ganar experiencia y profesionalismo con el intercambio de jugadores entre ambas ligas. También se busca traer partidos de la CFL a México, tal cual como ocurre con la NFL estadounidense.

### Fútbol colegial y el Tazón de Campeones
La ONEFA y la CONADEIP habían logrado establecer partidos amistosos interligas entre sus equipos antes de las temporadas regulares. Lo anterior permitió concretar que el campeón de la conferencia más importante de la Liga Mayor de la ONEFA se enfrentase al campeón de la Conferencia Premier CONADEIP en un encuentro que se llamó Tazón de Campeones.
Lo anterior ha llevado a dos tazones consecutivos en que se tiene al final de ellos nuevamente un indiscutible campeón nacional del fútbol americano colegial en México: los Aztecas de la UDLAP en 2016 y los Borregos Salvajes Toluca del ITESM en 2017, ambos de CONADEIP.

## Selección nacional

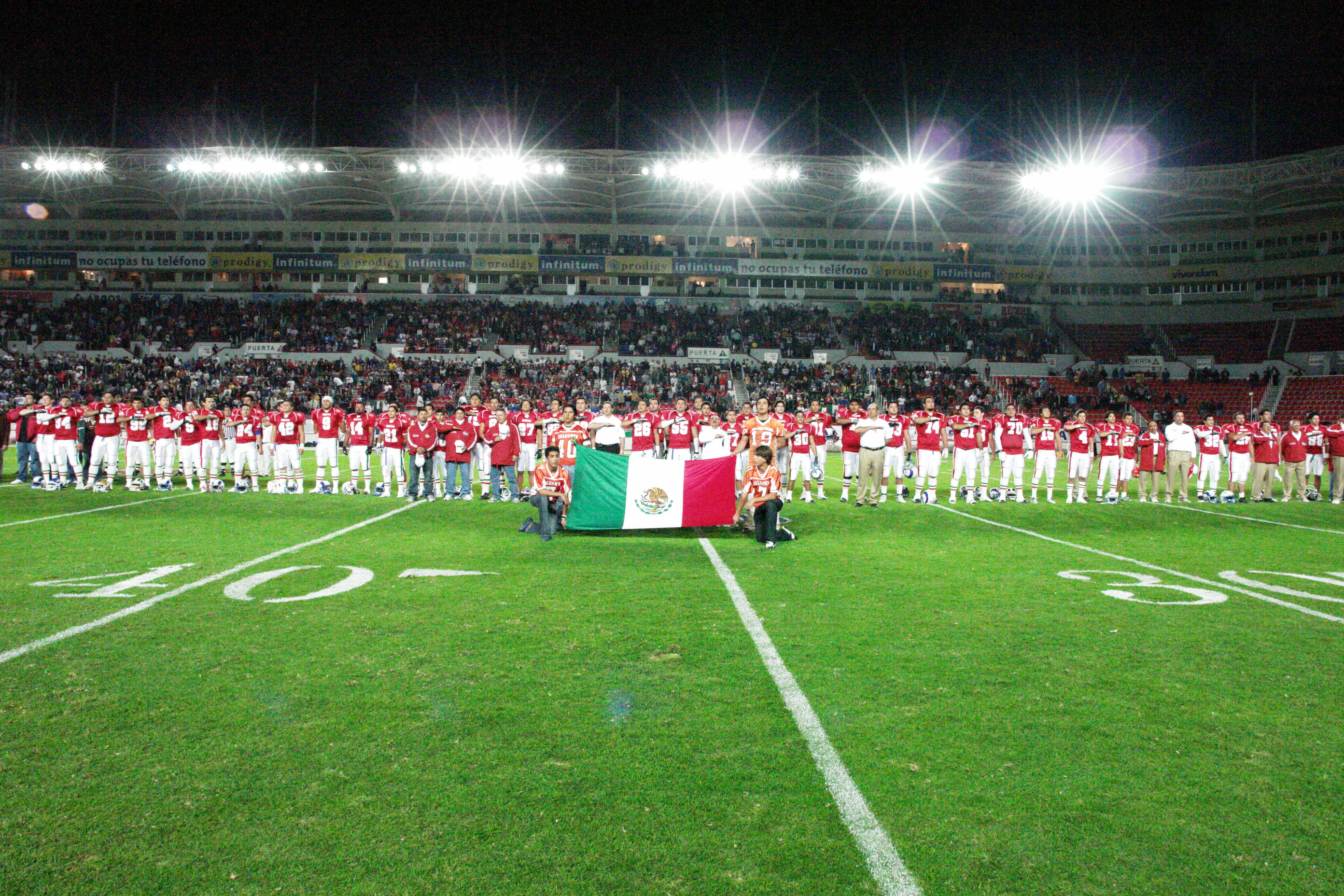
La selección mexicana antes de enfrentar a su similar de EU, 2006.

La Selección de fútbol americano de México es el equipo representante de México en competencias internacionales de fútbol americano como el Tazón Azteca, la Copa Mundial de Fútbol Americano (disputada desde 1999) y la Copa Mundial Juvenil IFAF 2009. Es administrada por la Federación Mexicana de Fútbol Americano.
Terminaron como subcampeones en las dos primeras ediciones de la Copa Mundial, en ambas ocasiones perdiendo ante la selección de Japón. No participó en la edición 2007 celebrada en Japón. Y en la edición de Austria 2011 obtuvo el cuarto lugar.
Usualmente los jugadores seleccionados han sido miembros de equipos de la ONEFA. 

### Palmarés de Selección Nacional
Copa Mundial de Fútbol Americano
- 1999:  Subcampeón mundial. Perdió la final en contra de Japón por 6-0.
- 2003:  Subcampeón mundial. Perdió la final por segunda ocasión consecutiva en contra de Japón por 34-14.
- 2007: No participó
- 2011: 4º lugar, al perder contra Japón por 17-14.
- 2015:  3º lugar, al ganarle a Francia 20-7

Campeonato Global Juvenil de la NFL
- 1997 :  Medalla de oro.
- 1998 :  Medalla de oro.
- 1999 :  Medalla de plata.
- 2003 :  Medalla de bronce.
- 2004 :  Medalla de bronce.
- 2005 :  Medalla de bronce.
- 2007 :  Medalla de bronce.

Copa Mundial Juvenil de Fútbol Americano de la IFAF
- 2009 : 4º lugar

Campeonato Mundial Universitario de FISU
- 2014 :  Medalla de oro.
- 2016 :  Medalla de oro.
- 2016 Bicampeonato